# 米格達勒埃梅克
米吉多哈意米克是以色列的城市，位於該國北部，距離首府上拿撒勒6公里，由北部區負責管轄，始建於1952年，面積7.637平方公里，海拔高度222米，2010年人口24,000。

## 外部連結
- http://www.migdal-haemeq.muni.il/ （页面存档备份，存于）